# Patamadaga pauliani
Patamadaga pauliani är en insektsart som beskrevs av Vladimir M. Gnezdilov och Thierry Bourgoin 2009. Patamadaga pauliani ingår i släktet Patamadaga och familjen Caliscelidae.
Artens utbredningsområde är Madagaskar. Inga underarter finns listade i Catalogue of Life.